# Горюнова Ірина Стоянівна
Горюнова Ірина Стоянівна — літературний критик, прозаїк, літературний агент. Член Союзу письменників Росії з 2006 р. З 2007 року член міжнародного Пен-клубу. Народилася у 1972 році в Москві. Живе в Москві.

## Біографія
Мати Ірини Горюнової, Алла Павлова — відомий російський композитор українського походження, придбала широку популярність завдяки своїм симфонічним роботам. Алла Павлова в цей час мешкає в Брукліні, Нью-Йорк.
Закінчила Московський державний відкритий педагогічний університет імені Шолохова у 2002 р. У 2007 р. закінчила літературний інститут імені Горького, Вищі літературні курси, відділення «Поезія».
Публікувалася в журналах «День і ніч» (Красноярськ), «Літературне навчання», «Діти Ра», «Хрещатик», «Кільце А», «Impuls» (Німеччина), «LiteraruS» (Фінляндія, Гельсінкі), «Закордонні Задворки» (Німеччина), «Футурум Арт», «Зінзівер», «Студентський меридіан», «Журнал Поетів», «Австралійська мозаїка» (Сідней), «Самовар» (Торонто), «Літературні незнайомці», «Російський дзвін», «Поезія», «Царицинські підмостки», «Інша півкуля», журнал для дітей "Філя" та ін.
Вийшло шість поетичних збірок і казка для дітей «Матіус і Матильда», за якою пізніше автором була написана п'єса. Вірші Ірини Горюнової переведені на болгарську і французьку мови, а окремі оповідання — на фінську і шведську. У 2007 році міні-п'єса для дітей «Прізвище» стала одним із лауреатів на конкурсі «Прем'єра» Центру Мейєрхольда. У 2007 році повість Ірини Горюнової «Читець — декламатор» стала лауреатом літературного конкурсу «Правда життя». У лютому 2009 року театр «Комедіант» представив у музеї Булгакова однойменний спектакль за цією повістю.
У 2008 році оповідання «Маестро, черепаха і музичний критик» і вірш «Це просто грає джаз» увійшли у лонг-лист літературного конкурсу про музику «Бекар». У 2008 році оповідання «Прізвище» увійшов у лонг-лист конкурсу «Російський стиль», Німеччина, м. Штутгарт. У 2008 році міні-п'єса для дітей «У нас є ми» стала лауреатом конкурсу «Прем'єра» Центру Мейєрхольда. У 2009 році п'єса "Чудовисько … " увійшла у шорт-лист драматургічного конкурсу «Вільний театр».
У 2009 році роман «У нас є ми» увійшов у лонг-лист національної літературної премії «Велика книга». У 2010 році поетична збірка «Посмішка Хатшепсут» увійшла у лонг-лист Бунінської премії. У 2010 році стаття «Монументальний „радпис“ і метафізичні прозріння Леоніда Леонова» увійшла у шорт-лист 8-го Міжнародного літературного Волошинського конкурсу в номінації «Критика». Лауреат премії «Золоте перо Русі», срібна нагорода, номінація «Теле» (2010 рік). Лауреат Чеховської премії (2010 рік).
Директор фестивалю та літературної премії імені Корнія Івановича Чуковського. У 2010 році входила в журі премії імені О. Генрі «Дари волхвів» (Нью-Йорк).

## Творчість
У 2009 році в збірниках вийшли вірші, оповідання та повісті:
- «Тринадцять фантазій» (повість «Божі ляльки») М.: Астрель: Олімп
- «Москва — я кохаю тебе !» (Оповідання «Матронушка») М: Астрель: Олімп
- «Нова російська критика. Нульові роки» (статті «Достоєвський та інші») М: Олімп
- «Серце, яке не скорочувалося» (статті «Походження виду», «Рів») М: Зебра Е; АСТ
- «Усмішка Хатшепсут». Бібліотека журналу «Діти Ра» (поезія), Вест-Консалтинг

У 2010 році вийшли:
- Роман «У нас є ми», видавництво «Олімп» (лонг-лист премії «Велика книга»)
- Збірка «Святочні оповідання. XXI століття» (оповідання «Зімбабве на різдво») М: Астрель: Олімп
- Збірка «Весільні розповіді. Про любов» (оповідання «Слов'янський базар») М.: Астрель: Олімп
- «Чебудушка» (оповідання для дітей), видавництво "Біка ", Нижній Новгород

2011 рік:
- «Божі ляльки» (збірка повістей та оповідань), видавництво ЕКСМО, Москва

## Відгуки критиків
Проза Ірини Горюнової позбавляє тебе останнього захисту, виробленого з роками захисту — від чужого болю, трагедій, запаху ліків, безгрошів'я — Словом, від усього того життєвого остраху, відвертаючись від якого ти сподіваєшся зберегти власне крихке благополуччя. Повість «Божі ляльки» знімає з тебе болезахисні окуляри, віднімає долоні, якими ти заткнув вуха, щоб не чути моторошні крики сусідів, та й каже: дивись і слухай. Я не хочу вірити, що наше існування влаштовано так, як описано тут незвичайно жорстко, що віддає забризканою кров'ю історії, що любов — випадкове і вкрай рідкісне виключення з правила загального безлюб'я і жорстокості, але це в даному випадку не важливо. Важливо, що вірю я чи ні, я все одно стою і дивлюся на це. Не відриваючись. Просто тому що по-іншому реагувати на цей текст неможливо. (Майя Кучерська)
Років п'ятнадцять тому в нашій літературі з'явився новий напрям — жіноча проза. Для мене це було справжнім відкриттям: так про «маленьку людину» ще не писали — детально, гранично імовірно, жорстко, але, в той же час, залишаючи цій людині якесь світло попереду. Так воно найчастіше трапляється і в реальності — для дуже багатьох життя нестерпне, біда слідує за бідою, але люди знаходять сили не впасти, не опуститися, знаходять світле в, здавалося б, непроглядній темряві. Героїня повісті Ірини Горюнової «Божі ляльки» Ольга бачила в житті мало хорошого. Обставини з ранньої юності складалися так, що їй давно б не варто було бути на цій землі: розлютована на все і вся мати, нелюблячий і нелюбимий чоловік, жорстока свекруха, діти, для яких Ольга перешкода. Серед людей героїня повісті одна, навіть справжньої сім'ї їй створити не вдалося. Може бути, в цьому винна вона сама, тому що звикла жити для інших, не вміє воювати за своє особисте щастя… Трагедія з сином, який по безглуздості став інвалідом, втеча дочки в прекрасне далеко, відхід чоловіка з дому — такий, здавалося б, підсумок життя вже немолодої Ольги. Але щось підказує, що вона ще відродиться, все у неї налагодиться, точніше — вона все перенесе, витримає. Інакше життя — велике загальне життя — просто зупиниться, замре і загине. (Роман Сенчін)
У повісті Ірини Горюнової «Божі ляльки» головна героїня виявляється не просто в глухому куті, а в мішку, зав'язаному міцним вузлом. Вузол, як це часто буває, затягнувся у дитинстві: через те, що дівчинці не подарували ляльку, вона сама стала лялькою. У повісті працює кілька «камер»: глухий кут «знятий» очима неохайного чоловіка, неврастеніка-сина, лапочки-дочки — остання розсудливо виростила в собі егоїстку і єдина вижила, але стала самою мертвою з усіх представлених в повісті істот. (Ольга Славникова)
Тема повісті дуже важка і майже неможлива, з нею нелегко було впоратися, але в цілому Вам це вдалося, повість відбулася. Гірко незвичайно. (Олександр ІлІчевський)
Мені близькі не всі її вірші. Деякі швидше «ні», ніж «так» — і все ж щось у них не відпускає. Не дає зачинити книгу. Перегорнути сторінку журналу. Чіпляє. Заводить. Топить — і тут же виштовхує назад. « Самотність — це дихання, що входить всередину, любов — це дихання, що йде назовні»,- говорив Ошо. У віршах Ірини Горюнової, навіть драматичних, є якась сила, що шепоче загубленим душам: ти не одна … не одна. Сонячне сплетіння як зона турбулентності. (Наталія Рубанова, «Homo Amoris»)
«У нас є ми» страшна, тяжка книга. Страшно стає, коли усвідомлюєш, який ти самотній і беззахисний в цьому жорстокому, чужому світі, як необхідний той, кому ти потрібен, той, хто потрібен тобі. Страшно стає, коли розумієш, що все те, заради чого живеш, до чого прагнеш, не варто й тисячної частки того тепла, яке здатне дати любляче серце. (Владислав Кураш)

## Премії
- 2007 — на конкурсі «Прем'єра — 2007» в рамках проекту «Маленька прем'єра» п'єса Ірини Горюнової «Прізвище» увійшла до 7 найкращих п'єс, читка яких відбулася на практикумі в Центрі Мейєрхольда
- 2008 — оповідання «Маестро, черепаха і музичний критик», вірш «Це просто грає джаз» увійшли у лонг-лист міжнародного літературного конкурсу про музику «Бекар» 2007–2008 року
- 2008 — оповідання «Прізвище» увійшло у лонг-лист конкурсу «Російський стиль 2008» м. Штудгардт, Німеччина
- 2009 — роман «У нас є ми» увійшов у лонг-лист національної премії «Велика книга 2009»
- 2010 — стаття «Монументальний „радпис“ і метафізичні прозріння Леоніда Леонова» увійшла в шорт-лист 8 -го Міжнародного літературного Волошинського конкурсу в номінації « Критика»
- 2010 — поетична збірка «Посмішка Хатшепсут» увійшов у лонг-лист Бунінської премії

## Публікації
- 2005 — поетична збірка «Замальовки Коломбіни»
- 2005 — поетична збірка «На струні вітру»
- 2006 — поетична збірка «Турбулентність»
- 2006 — казка «Матіус і Матильда»
- 2009 — поетична збірка «Посмішка Хатшепсут», Вест-Консалтінг
- 2009 — збірка «Тринадцять фантазій» (повість «Божі ляльки») М.: Астрель: Олімп
- 2009 — збірка «Нова російська критика. Нульові роки» (статті «Достоєвський та інші») М: Олімп
- 2010 — роман «У нас є ми», «Олімп»
- 2010 — збірка «Святочні оповідання. XXI століття» (оповідання «Зімбабве на різдво») М: Астрель: Олімп
- 2010 — збірка «Весільні розповіді. Про любов» (оповідання «Слов'янський базар») М.: Астрель: Олімп
- 2010 — стаття «Монументальний „ радпис“ і метафізичні прозріння Леоніда Леонова»
- 2010 — збірка «Москва — я люблю тебе !» (Оповідання «Матронушка») М: Астрель: Олімп
- 2010 — збірка «Серце, яка не скорочувалося» (статті «Походження виду», «Рів») М: Зебра Е; АСТ
- 2011 — «Божі ляльки»
- 2012 — роман «Фархад і Євлалія»
- 2012 — «Як видати книгу. Поради літературного агента»
- 2013 — поетична збірка «Жовта птиця»
- 2013 — роман «Домінанти»
- 2013 — роман «У нас є ми», «ЕКСМО»